# Salafia Jihadia
Salafia Jihadia (àrab: السلفية الجهادية, as-Salafiyya al-Jihādiyya) és un grup armat jihadista salafita establert al Marroc i Espanya amb enllaços amb Al-Qaida. L'organització està associada amb el Grup Islàmic Combatent Marroquí (GICM). A més d'una sèrie d'assassinats extrajudicials sancionats per la religió, va ser responsable dels atemptats de Casablanca de 2003, en què dotze suïcides van matar 33 persones i en van ferir més de 100. Salafia Jihadia ha estat descrit com un moviment o xarxa de grups imprecisos, o com un terme genèric aplicat per les autoritats marroquines per denominar militants activistes salafistes.

## Història
Salafia Jihadia es va formar en els primers anys de la dècada del 1990 per mujahidins veterans de la guerra afganosoviètica. El grup va néixer com a oposició als estats àrabs, incloent-hi el Marroc, que s'havien unit a la coalició contra l'Iraq a la guerra del Golf. Juntament amb el grup Takfir wal-Hijra, Salafia Jihadia va ser responsable de vora 300 assassinats al Marroc per "comportament no islàmic". El grup ha estat associat amb el Grup Islàmic Combatent Marroquí (GICM). També va tenir enllaços a l'antic Grup Salafista per a la Predicació i el Combat i el Grup Islàmic Combatent Libi. El 2002 el grup havia començat a establir llaços amb Al-Qaida i va tenir 400 membres coneguts.
El 2002 diversos membres del grup van ser detinguts com a part d'una conspiració d'Al-Qaida per atacar el transport occidental a l'estret de Gibraltar amb una llanxa ràpida tripulada per bombarders suïcides. El juliol de 2003, en un judici no relacionat amb els atemptats de Casablanca, deu membres del grup van ser sentenciats a mort i vuit més a cadena perpètua. El febrer de 2004 es van desmantellar dues cel·les a Fes i Meknès, amb 37 persones detingudes després d'haver descobert explosius i armes durant els escorcolls. Una xarxa de Salafia Jihadia que operava a diversos pobles marroquins, incloent-hi Mohammedia, va ser desenterrada per les forces de seguretat el març de 2005. El desembre de 2006 les autoritats espanyoles van anunciar que s'havia desmantellat una cel·la d'onze persones, deu de les quals de ciutadania espanyola i una marroquina, associades amb Salafia Jihadia. Segons el jutge Baltasar Garzón, els membres de les cèl·lules jihadistes al nord de Marroc parlen castellà amb fluïdesa i es poden introduir fàcilment dins i fora d'Espanya per la seva curta distància.
Després d'una dècada treballant en secret, el grup va començar a aparèixer públicament al Marroc coincidint amb les protestes del Moviment del 20 de febrer com a part de la primavera àrab de 2011. El 2012 Mohammed VI va indultar diversos membres i líders ideològics del grup, inclosos Omar al-Haddouchi, Hassan Kettani i Mohamed Abdelwahhab al-Rafiki. Els perdons es van produir després que l'islamista Partit de la Justícia i el Desenvolupament hagués guanyat les eleccions i es convertís en el partit governant al país després de la primavera àrab i després de la pressió de les organitzacions de drets humans. Després de l'alliberament de diversos salafistes radicals, alguns líders ideològics del grup van reduir la seva crítica al rei; el 2014 això va començar a provocar una divisió en el moviment, ja que alguns membres es van unir a Estat Islàmic, cosa que va ser rebutjada per altres.

## Organització i ideologia
Salafia Jihadia és definit com una xarxa de diversos grups i cèl·lules salafistes afiliades de forma imprecisa, que inclouen grups com ara Hijra Wattakfir, Attakfir Bidum Hijra, Assirat al Mustaqim, Ansar al Islam i Afgans Marroquins. El líder espiritual i fundador del grup és Mohammed Fizazi, eximam de la mesquita d'Al-Quds d'Hamburg, clausurada per les autoritats alemanyes el 2010. Fizazi va ser detingut el 2003 i sentenciat a trenta anys de presó per les seves declaracions radicals i la seva connexió amb els atemptats de Casablanca. Salafia Jihadia ha generat un moviment ideològic més ampli fora de l'Aràbia Saudita i els estats del Golf.

## Atemptats de Casablanca
El 16 de maig de 2003, dotze bombarders suïcides de la cel·la Al-Sirat Al-Musqatim van ser responsables de quatre atacs coordinats dirigits a occidentals i jueus a Casablanca. Van matar trenta-tres persones, a part dels mateixos dotze suïcides, i van ferir-ne més de 100. Després dels atemptats, es van processar al Marroc fins a 2.000 persones en una repressió a gran escala d'islamistes i criminals. El ministeri de Justícia de Marroc va declarar posteriorment que Salafia Jihadia tenia 699 activistes al país. Alguns dels suïcides que no van detonar les armilles van ser capturats per la policia. Tres dels suïcides fallits i una altra persona, tots ells membres de Salafia Jihadia, van ser sentenciats a mort l'agost de 2003. El setembre un tribunal de Kenitra va sentenciar a presó a vint-i-set persones, també totes de Salafia Jihadia, amb sentències que anaven des de sis mesos fins a quinze anys per la seva implicació en els atacs.
Com a part de la resposta als atemptats de Casablanca, un tribunal de Rabat va condemnar el setembre de 2003 un ciutadà francès, Robert Richard Antoine Pierre (conegut com a Abu Abderrahmane) i altres tres membres de Salafia Jihadia, mentre que vint-i-dues altres persones van rebre sentències d'entre deu i trenta anys de presó. Acusat de tramar els atacs a Tànger, Pierre va assegurar faver fundat la cel·la Al-Oussoud Khalidine, que havia enviat reclutes per entrenar a l'Afganistan. Es van identificar almenys setze membres del grup, molts dels quals van fugir a Espanya a través de Ceuta, mentre que vuit d'ells van ser detinguts al Marroc.
El novembre de 2007 es va obrir un judici contra 51 detinguts sospitosos d'estar implicats en els atacs, principalment membre e Salafia Jihadia. Altres condemnats pels atacs membres del GICM.
També s'ha afirmat que Salafia Jihadia tenia connexions amb els atemptat de Madrid de l'11 de març de 2004, que van causat la mort de 191 persones i van ferir-ne més de 2.000. Un dels terroristes condemnats pels atacs, Jamal Zougam, era conegut pels serveis d'intel·ligència de diversos països pels seus vincles amb una complexa xarxa internacional jihadista que incloïa Salafia Jihadia. Zougam també va ser implicat per alguns dels suïcides detinguts pels atemptats de Casablanca.